# Bo Skovhus
Bo Skovhus (né le 22 mai 1962 à Ikast) est un chanteur danois d'opéra, baryton.

## Sources
- Bo Skovhus at Sony BMG Masterworks